# Pepper Potts
Virginia "Pepper" Potts es un personaje ficticio que aparece en las historietas publicadas por Marvel Comics, particularmente ella representa el amor de Tony Stark. Creada por Stan Lee y Robert Bernstein y el artista llamado Don Heck, apareció por primera vez en Tales of Suspense # 45 (Sept. 1963).En 2007, se unió a la Iniciativa de los Cincuenta Estados bajo el nombre en clave Hera. En 2009, asume la identidad de Rescue después de recibir su propio traje de una variación de la armadura del  Hombre de Hierro por Tony Stark.
El personaje ha aparecido en varias adaptaciones de medios, incluyendo videojuegos, series de televisión animadas y largometrajes. Más notablemente, la actriz Gwyneth Paltrow la retrató en las películas de acción en vivo del Universo Cinematográfico de Marvel para Iron Man (2008), Iron Man 2 (2010), The Avengers (2012), Iron Man 3 (2013), Spider-Man: Homecoming (cameo; 2017), Avengers: Infinity War (cameo; 2018) y Avengers: Endgame (2019) quien se convierte en Rescue. Beth Hoyt expresa una versión alternativa del personaje en la serie animada de Disney+ What If...? (2021).

## Desarrollo

### Concepto y creación
Don Heck modeló a Pepper Potts como el personaje de Ann B. Davis, Schultzy, de The Bob Cummings Show.Ella tiene el pelo castaño peinado de forma similar al de Schultzy.Alguien del equipo creativo o del equipo editorial pensó que el parecido era demasiado grande, y en Tales of Suspense #50, se modificó el aspecto de Potts para darle el pelo rojo y un peinado diferente. Aunque se llamaba Pepper Potts desde el principio, Tony Stark se dirige a ella como "Kitty" en un panel, lo que se cree que es un error tipográfico.

### Historial de publicaciones
Virginia "Pepper" Potts apareció por primera vez en Tales of Suspense # 45 (septiembre de 1963),que fue escrita por Robert Bernstein con un argumento de Stan Lee e ilustrado por Don Heck. Apareció en la serie de cómics Rescue de 2020.

## Historia

### Historia temprana
Virginia "Pepper" Potts se presentó desde el principio como una secretaria más sexy, y gana su puesto de trabajo por haber corregido un error de contabilidad cometido por Tony Stark. Se la muestra inicialmente como una mujer que siente un amor platónico por Tony, rechazando los intentos del chófer de Tony por cortejarla y también de Happy Hogan. Como el afecto de Tony por ella crece en los siguientes temas, se convierte en parte de un triángulo amoroso entre los 2 hombres, y finalmente se enamora y se casa con Happy, escapándose con él en Tales of Suspense # 91.
Pepper y Happy finalmente salen de Stark International, estableciéndose en las Montañas Rocosas y luego finalmente en Cleveland, donde adoptan a los niños después de ser incapaces de concebir, y desaparecen de la historia principal del Hombre de Hierro. Después de ser secuestrado por el Tramficante de Hierro, Pepper le dice a Tony que se mantenga fuera de sus vidas. Pepper y Happy pronto se divorciaron después de que ella tiene un romance con un exnovio de la universidad. Después del regreso de Tony Stark del universo Heroes Reborn, Pepper y Happy se unen a Tony en Stark Solutions, y vuelven a ser personajes principales. Después de algún tiempo, Happy y Pepper volvieron a involucrarse y volverse a casar, en algún momento pensando en concebir a un niño para complementar a sus hijos adoptivos. Tony le confía a Pepper un mando especial que podría cerrarlo. Sin embargo, Pepper, torturada por la responsabilidad, se ve obligado a devolverlo, y el trauma le hace abortar. Tony fue capaz de lidiar con el mando a distancia, pero se siente culpable de haberla puesto en tal peligro. 
Después de que Happy sufra lesiones masivas en una pelea con Spymaster durante la historia de "Civil War" (2006-2007), Pepper le pide a Tony que apague el soporte de vida de Happy (usando sus habilidades de Extremis). Las páginas finales de The Invincible Iron Man (vol. 4) # 14, muestra la muerte de Happy; Tony está de acuerdo con la petición de Pepper.

### La Orden
Después de los acontecimientos de la historia de "Civil War", Pepper se une a la Iniciativa de Cincuenta Estados como miembro de La Orden, un equipo de superhéroes sancionado por el gobierno que opera dentro de California. Ella asume el apodo de la diosa griega Hera, y utiliza avanzado equipo de hardware y prótesis para monitorear y coordinar las misiones del equipo. Tras la absorción en la iniciativa de La Orden, Tony Stark le ofrece un trabajo en el equipo de proyectos especiales de Stark Enterprises, que acepta.

### 2008 - hoy
Pepper Potts reanuda sus actividades como secretaria personal de Tony Stark. Cuando Pepper es atrapada en una explosión terrorista causada por Ezekiel "Zeke" Stane, ella sostiene múltiples lesiones internas, incluyendo heridas de metralla, y se hace incapaz de soportar una cirugía prolongada. En respuesta, Tony inserta un imán fuerte (similar en apariencia al reactor de arco de la película) en su pecho, convirtiendo esencialmente a Pepper en un cyborg dependiente de mantener su imán de pecho comprometido para mantenerse viva, como lo fue una vez.
El cuerpo de Pepper se ha mejorado con la nueva cibernética y las mejoras al imán, que se basan en los diseños de batería de Danny Rand, y que dan a Pepper nuevas super capacidades.
Cuando Tony es culpado por la invasión Skrull de la Tierra que ocurre en la historia de 2008, "Invasión Secreta", S.H.I.E.L.D. es tomado por Norman Osborn, reemplazado por H.A.M.M.E.R., y Stark y María Hill son despedidos, junto con todos los empleados de S.H.I.E.L.D. Tony se da cuenta de que Osborn es después de las identidades de los superhumanos que se registraron con el gobierno después de la aprobación de la Ley de Registro de Superhumanos que ocurrió durante la historia de la "Guerra Civil", que se almacena en una base de datos en su cerebro. Stark decide ir a la clandestinidad con Hill, y limpiar el conocimiento en su propio cerebro. Stark hace a Pepper como la nueva CEO de Stark Industries, Confiando solo en ella para cerrar la empresa en su ausencia, que utiliza bajo el nombre de Rescue. Aunque Osborn se ha apoderado de todas las instalaciones y equipo de Stark Industries, Pepper afirma que todos los componentes de su armadura son legales y que las especificaciones de diseño están disponibles para cualquiera. A pesar de que Osborn amenaza a sus seres queridos con la prisión si interfiere con su búsqueda de Tony o intenta cualquier acción más heroica, después de ser liberada, ella misma se esfuerza por encontrar a Tony. Se reúnen en Rusia, y consuman ahora una relación sexual, pero son posteriormente capturados y torturados por Madame Máscara, quien fue asignado por Norman Osborn para rastrear a Stark. Stark admite que había amado a Máscara en el pasado, pero cuando se presiona para hacer una elección, con su propia vida en la línea, Tony elige a Pepper, quién decide involucrar a Máscara en un altercado físico con el fin de proporcionar una distracción para Stark en escapar.
Durante el 2009 "World's Most Wanted Storyline" (que se desarrolló simultáneamente con historia de Marvel de toda la compañía " Dark Reign "), Pepper, después de derrotar a Máscara, se disfraza de ella misma, infiltrándose en H.A.M.M.E.R. durante la presentación de la armadura de Rescue a Osborn como botín de la batalla. Pepper se revela cuando rescata a la Viuda Negra y Maria Hill de la prisión de Osborn, mientras que el traje de Rescue carga un virus en las computadoras de H.A.M.M.E.R., tomando el control del arsenal de trajes del Helicarrier. A continuación, recupera el disco duro que Hill fue asignado por Stark para obtenerla, escapando para darle al Capitán América con el fin de restaurar la mente de Stark. Como parte del "reinicio" de Tony (en estado vegetativo), el imán en su pecho se retira y se coloca dentro del suyo.
A pesar de que los recuerdos de Stark han sido restaurados a partir de un respaldo de unos años, ya no recuerda los acontecimientos de "Civil War" ni su papel en ella, sus secuelas o su relación con Pepper. Pepper sobrevive a la eliminación de su imán del pecho, pero exige que un nuevo similar al repulsor del pecho de Tony que sea reinstalado. Recuperado, Stark también ofrece a Pepper con una nueva armadura de Rescue, completa con J.A.R.V.I.S.
Durante la historia del 2011 "Stark Resilient", cuando Justine Hammer y Sasha Hammer usan su propio acorazado blindado, Detroit Steel para intentar sabotear Stark Resilient (la nueva compañía de Tony) y su diseño para un vehículo impulsado por tecnología repulsor, Pepper se une a War Machine para ayudar a Stark, durante la cual, Pepper experimenta una experiencia cercana a la muerte en la que J.A.R.V.I.S., disfrazado de Happy, da a Pepper una advertencia críptica del futuro.
En la historia de 2012 "El futuro", Pepper regresa a su vida civil después de la destrucción de J.A.R.V.I.S., la inteligencia artificial que le ayudó a controlar su armadura Rescue, después de su compromiso lo llevó a ir pícaro e intentar secuestrarla. Se comprometió con Marc Kumar, un consultor de relaciones públicas y marketing, pero rompió la relación después de que se convirtió brevemente en un supervillano.
Después de que Tony experimente una inversión moral después de una confrontación con el psíquico Red Skull, Pepper intenta oponerse a sus esfuerzos para liberar al Extremis a gran escala, con la ayuda de un respaldo de AI de la mente de Tony que creó hace ocho años en el Evento de su mente siendo atacado de tal manera. A pesar de que la IA concluye que la mente de Tony es irreversiblemente trenzado, y posteriormente se destruye por Tony, Pepper afirma que compró una de las mayores compañías de medios de debajo de él que utilizará para destruir su reputación mediante la difusión de sus planes para el resto del mundo. Luego proclama que cualquier intento que haga para crear su "mundo perfecto". Tendrá que llevarse a cabo con personas plenamente conscientes de que ahora no es más que un monstruo.
Como parte de la marca "All-New, All-Different Marvel", Pepper Potts no se ha visto en la vida pública. Cuando Tony Stark (que ya no estaba invertido) había contratado a Mary Jane Watson para trabajar en Stark Industries, Peter Parker trató de contratar a Pepper para que trabajara en Industrias Parker. Pepper declinó la oferta.
Apareciendo en su armadura de rescate tras "Civil War II", Pepper Potts enfrentó a Riri Williams y su Tony Stark AI en un intento de contar a Riri los problemas de ser un superhéroe, solo para que puedan ser atacados por Tecno Golem y su Biohack Ninjas. Mientras Riri huye, Pepper lucha contra Techno Golem y su Biohack Ninjas, como Techno Golem intenta obtener respuestas de Pepper sobre cómo conoce a Riri. Cuando se rompe la armadura de Techo Golem y Tomoe trata de atacar a Riri, Pepper dispara guanteletes de su armadura Rescue en Tomoe que le dejó fuera. Sobre Sharon Carter, hace formalmente reunión con Riri sobre el arresto de Tomoe y los Biohack Ninjas, Pepper dice a Riri que volverán a hablar mientras vuela en su armadura Rescue. Pepper Potts estuvo presente con Mary Jane Watson, Viernes, el A.I Tony Stark y la madre biológica de Tony Stark, Amanda Armstrong cuando están en el Salón de la Armadura donde Riri expresa su conocimiento de cada una de las armaduras de Iron Man. Cuando Amanda Armstrong se ofrece para que Riri permita que los laboratorios de Tony Stark sea su base de operaciones, Riri es vacilante como Pepper la anima.
Durante la historia del "Imperio Secreto", Rescue es uno de los superhéroes que forman parte del Underground, donde forma parte de su resistencia contra HYDRA tras su toma de posesión de los Estados Unidos.
En las páginas de "Iron Man 2020", Tony Stark llegó a aceptar que él es una construcción artificial del verdadero Tony y Pepper Potts es una de las personas a las que Tony no devolvió las llamadas. Pepper y Bethany encontraron una forma de reconstruir a Tony que involucra las muestras de ADN de sus padres. Como el A.I. La rebelión del ejército está sucediendo, Pepper es presentado a una navegación fuera de la red incorporada en la armadura de rescate que Tony desarrolló previamente antes de que Y2K llamara H.A.P.P.Y. (abreviatura de Host Analogue Program Pre-Y2K) donde su personalidad sigue el modelo de Happy Hogan. Con la armadura de rescate, Pepper vuela a Inglaterra para buscar a la madre biológica de Tony, Amanda Armstrong, mientras recuerda que su padre Jude es un agente de Hydra. Después de que Rescue somete el equipo de estudio automatizado en North Star Studios, Amanda es reacia a entregar una muestra de ADN ya que quiere que Pepper continúe. Después de una pelea con drones Hydra y recibiendo ayuda del equipo de estudio automatizado, Amanda se lesiona mientras le da a Rescue su muestra de cabello. Si bien Amanda no sabe si lo que está planeado es lo correcto, sí cree en Pepper Potts.

## Poderes y habilidades
El generador de campo magnético Stark-tech implantado en el pecho de Pepper no estaba basado en armas como Stark, sino que tomó prestada tecnología electromagnética no armada de Rand Industries, lo que provocó una serie de cambios físicos en su cuerpo. Se curó su tinnitus, mejorando su audición. Le permite detectar campos electromagnéticos y manipularlos para levitar su cuerpo.
El traje de armadura Stark-tech de Potts, designado Mark 1616, pero llamado Rescue por Potts, representa un híbrido de tecnología repulsora y generadores portátiles de supercampo electromagnéticos que le dan al traje vuelo, velocidad, fuerza y manipulación del campo magnético. Sus campos de fuerza electromagnética son lo suficientemente potentes como para permitir a Rescue detener un avión de pasajeros que cae sin contacto físico con él, y también puede usarse como arma ofensiva con otros oponentes blindados. La fuerza física del traje le permite sostener una mansión sobre pilotes caída por un terremoto, y rasgar la parte inferior de la pierna de la Armadura Negra. La armadura también presenta una inteligencia artificial llamada JARVIS que actúa como una guía para Potts. Durante la historia de 2012 "The Future", Potts y Carson Wyche llegan a sospechar que JARVIS se ha visto comprometida, y cuando intentan solucionar el problema del casco de rescate, JARVIS toma el control de la armadura de rescate y toma a Potts y Wyche como rehenes. JARVIS es desactivado por James Rhodes con un pulso electromagnético enfocado en la fuente de la Armadura Negra, y finalmente es destruido por Potts, terminando su carrera como Rescue. Ella tiene una nueva armadura Rescue en la serie subsiguiente Superior Iron Man, armada con interruptores sónicos.

## Otras versiones
- En el universo de amalgama Comics, DC Comics, Green Lantern y Iron Man de Marvel se combinan para crear Iron Lantern.[42] Iron Lantern es secretamente Hal Stark, propietario de Stark Aircraft, un desarrollador de aviones experimentales. Uno de sus pilotos de prueba es Pepper Ferris (una amalgama de Pepper Potts y DC Carol Ferris). Al igual que sus contrapartes de DC y Marvel, ella está involucrada en un triángulo amoroso, esta vez con Stark y su jefe mecánico Happy Kalmaku (una fusión de Marvel, Happy Hogan y DC, Thomas Kalmaku) Cuando Pepper entra en contacto con una misteriosa gema alienígena, se transforma en Madame Sapphire (una combinación de Madame Masque de Marvel y Star Sapphire de DC). Pepper Ferris apareció por primera vez en Iron Lantern # 1 (abril de 1997), publicado conjuntamente por Marvel y DC.
- En el universo alternativo de la historia de "Heroes Reborn", ella y Iron Man son amantes, aunque también se la puede ver en una relación con Happy Hogan. Stark se ve obligado a dejarla inesperadamente y sin explicación, ya que su sola presencia en el universo pondrá en peligro su vida y la vida de todos los demás.
- Ella aparece en el universo Marvel Zombies, universo de Marvel Zombies Return, que acaba de presentarse su renuncia a Stark, que en este momento es un borracho casi inútil. Sin embargo, cuando el zombi Giant Man inicia un brote en Stark International, Pepper y Happy se cuentan entre las víctimas zombificadas. Ella es asesinada por Stark cuando vomita sobre ella una fórmula cargada de nanites, que disuelve Pepper en un esqueleto.[43]
- La versión Ultimate Marvel del personaje se puede ver durante Ultimates 2 Ella y Happy (con quienes parece estar en una relación) se pueden ver monitoreando a Tony cuando usa la armadura.[44]
- En The Invincible Iron Man # 500, en un flashforward hacia un futuro apocalíptico 41 años después, donde el Mandarín ha conquistado el mundo, una versión envejecida de Tony derrota a su enemigo desde hace mucho tiempo con la ayuda de su hijo Howard Anthony Stark y su nieta Ginny Stark, pero Howard y Tony se sacrifican a sí mismos en el proceso. Al final de la historia, Ginny entierra a los dos al lado de una lápida con el nombre de Virginia Potts Stark. También se dice que Howard tiene 41 años, lo que sugiere que nacerá el año siguiente.[45]

## En otros medios

### Televisión
- Pepper Potts hizo su debut en televisión en la serie de 1966, The Invincible Iron Man (segmento de la serie, The Marvel Super Heroes), con la voz de Peg Dixon. Su participación y origen en esta serie fueron idénticos a los del cómic; de hecho, la serie era prácticamente los cómics de Iron Man en movimiento, manteniendo, incluso, el mismo dibujo y argumento de las viñetas.

- Su aparición más reciente es en la serie de animación Iron Man: Armored Adventures, con la voz de Anna Cummer. El nombre completo de esta encarnación es Patricia "Pepper" Potts. Al igual que Tony Stark y Rhodey Rhodes, ella es una adolescente, y al principio desconoce la identidad secreta de Iron Man, aunque luego lo descubre después de que le salva la vida.[46] Al final aprende a utilizar la armadura invisible Iron Man,[47][48][49][50] y, como en los cómics, se le da uno de los suyos llamado Rescue.[51]
- Hace su aparición en Los Vengadores: Los héroes más poderosos del planeta como secretaria de Tony Stark, interpretada por Dawn Olivieri.[52]
- Pepper Potts tiene algunos cameos en Marvel Anime: Iron Man, con la voz de Hiroe Oka en la versión japonesa y de Cindy Robinson en el doblaje en inglés.
- Pepper Potts aparece en la miniserie Lego Marvel Super Heroes: Maximum Overload, con la voz de Grey DeLisle.
- Pepper Potts aparece en Marvel Disk Wars: The Avengers, con la voz de Fumie Mizusawa en la versión japonesa.

### Cine
- Pepper Potts apareció en The Invincible Iron Man, con la voz de Elisa Gabrielli con un aparente acento británico.
- Pepper Potts aparece en Iron Man: Rise of Technovore, con la voz de Hiroe Oka en la versión japonesa y de Kate Higgins en el doblaje en inglés. En la película, ella se toma unas vacaciones en una mansión de la isla que Tony Stark le dio como regalo por un error pasado. Sin embargo, se ve obligada a volver a trabajar cuando Iron Man comienza a investigar la tecnología misteriosa que arruinó el lanzamiento de su satélite y el herido Máquina de Guerra.

### Universo cinematográfico de Marvel
Gwyneth Paltrow retrata al personaje en el Universo cinematográfico de Marvel:
- Introducida en la película de acción real Iron Man (2008), esta versión es la asistente personal y amiga de Tony Stark, quien luego se convierte en una de las primeras personas en enterarse de su trabajo como Iron Man y lo ayuda a derrotar a Obadiah Stane.
- En Iron Man 2 (2010), Pepper Potts es nombrada nueva directora ejecutiva de Industrias Stark y conoce a su reemplazante, Natalie Rushman, de quien inicialmente desconfía. También se une a Happy Hogan para rescatar a Stark de Ivan Vanko y arresta a Justin Hammer por atacar la Stark Expo.[55]Al final de la película, Pepper se convierte en la novia de Tony.
- En The Avengers (2012), Potts es fundamental para ayudar con el desarrollo de la Torre Stark, el nuevo y mejorado reactor Arc, y la asistencia de Tony a S.H.I.E.L.D. Al parecer se lleva bien con Phil Coulson, incluso conociendo su primer nombre.
- En Iron Man 3 (2013), Pepper sigue siendo la directora ejecutiva de Industrias Stark, con la única diferencia de que ahora se mudó con Tony. Durante el ataque a la mansión Stark, Tony ordena al traje Mark 42 equiparse en ella para que tanto ella como Maya Hansen se salven, rescatando a esta última estando ya equipado. Tras ser capturada, Aldrich Killian la usa como sujeto de prueba para el proceso Extremis, como parte de su plan para vengarse de Stark. Más tarde, ella usa sus poderes Extremis para matar a Killian antes de que Stark financie una cirugía para curarla del Extremis.
- Pepper Potts es mencionada en Avengers: Age of Ultron (2015), junto Jane Foster durante una conversación que involucra Maria Hill (preguntando por qué no están en la fiesta), Thor y Stark. Pepper se menciona a seguir siendo la directora general de Industrias Stark, Tony diciendo "Ella corre el mayor conglomerado de tecnología en la Tierra", que ayuda a todo el mundo. Cualquier duda sobre su romance con Tony se ponen a descansar al final de la película, después de Stark menciona que quieran establecerse en un lugar tranquilo, tranquilo con ella (después de haber sido inspirado por la vida familiar de Clint Barton).
  - Es mencionada nuevamente en Capitán América: Civil War (2016). Se revela que ella y Tony están "tomando un descanso". Pepper incluso canceló una aparición en un evento de universidad que Stark estaba hablando en él. Tony explica más adelante a Steve Rogers que la tensión de ser Iron Man, finalmente, tuvo su efecto en su relación. Los Acuerdos de Sokovia sería una bendición, ya que está fuertemente implicado a Pepper, Tony consideraría más responsable si Iron Man estaba actuando en menos de un papel de vigilantes.
- Hace su aparición al final en Spider-Man: Homecoming (2017). Se revela que ella y Tony han reavivado su relación, con Tony organizando impulsivamente una conferencia que tenía como objetivo presentar a Spider-Man como el Vengador más nuevo, pero Tony en su lugar usa la conferencia de prensa para proponerle públicamente ella matrimonio.
- Aparece en Avengers: Infinity War (2018), en el comienzo donde Tony la convence de tener un hijo con él. Planean cenar más tarde ese día, pero la llegada de los Hijos de Thanos obliga a Tony a abandonar el plan, de encontrarse con el Doctor Strange y Bruce Banner. Más tarde llama a Tony, rogándole que baje de la nave espacial de Ebony Maw, antes de que la llamada se interrumpa debido a una señal débil. Cuando Thanos completó las Gemas del Infinito se muestra a Pepper como una sobreviviente al chasquido.
- En Avengers: Endgame (2019), Potts se reencuentra con Stark. Durante los cinco años siguientes, se casan, tienen una hija llamada Morgan y viven en una cabaña junto al lago hasta que los Vengadores reclutan a Stark para deshacer El Blip. Potts, con su traje de Rescue, se une a los Vengadores para luchar contra una variante de Thanos de una línea temporal alternativa y su ejército antes de que Stark se sacrifique para derrotarlos. Potts, Morgan, los Vengadores y sus aliados celebran posteriormente un funeral en su honor.[56][57][58]
- Encarnaciones alternativas de la línea de tiempo de Pepper Potts aparecen en la serie animada de Disney+ What If...? (2021), con la voz de Beth Hoyt.[59]En el episodio "What If... Killmonger Rescued Tony Stark?", Potts sospecha que el nuevo director de operaciones de Industrias Stark, Erik "Killmonger" Stevens, mató a James Rhodes y Stark antes de que la princesa Shuri de Wakanda se le acerque y le ofrezca una alianza para exponer a Killmonger. En el episodio "What If... the Watcher Broke His Oath?", Potts, Shuri y las Dora Milaje asaltan la sala del trono de Killmonger, solo para descubrir que se ha ido, ya que el Vigilante lo reclutó para salvar el multiverso.

### Videojuegos
- Pepper Potts se menciona numerosas veces en Marvel: Ultimate Alliance. Edwin Jarvis le pide al jugador que busque un par de gemelos que Pepper regaló a Tony Stark.
- Pepper Potts aparece en el videojuego 2008 Iron Man y en el juego 2010 Iron Man 2, con la voz de Meredith Monroe. Estos juegos se basan en las películas del mismo nombre.
- Pepper Potts aparece en el videojuego Marvel Pinball, con la voz de Tara Platt.
- Rescue hace un cameo en el final de Strider Hiryu en Ultimate Marvel vs. Capcom 3. Ella se ve luchando contra los Reavers.
- Rescue es un personaje jugable de Marvel Super Hero Squad Online, con la voz de Laura Bailey.
- Rescue aparece como un personaje desbloqueable en Marvel: Avengers Alliance.
- Pepper Potts aparece como un personaje no jugable en Marvel Heroes, con la voz de Brett Pels.
- Pepper Pott y su forma de rescate aparecen en Lego Marvel Super Heroes, una voz de Laura Bailey. Tanto Pepper Potts como Rescue aparecen como personajes jugables
- Pepper Potts aparece en Lego Marvel's Avengers donde se usaron las grabaciones de Gwyneth Paltrow. Su formulario de rescate también aparece.
- Pepper Potts aparece en Marvel Avengers Academy. Ella es inicialmente como asistente de Nick Fury. El 20 de marzo de 2016, el formulario de rescate de Pepper Potts se puede obtener por tiempo limitado.

### Teatro
- Pepper Potts aparecerá en el Universo Marvel: ¡EN VIVO! show del escenario.[60]